# SILEX-Verfahren
Das SILEX-Verfahren (SILEX = englisch Separation of Isotopes by Laser Excitation, „Isotopentrennung durch Laseranregung“) ist ein Verfahren der Laserisotopentrennung (LIS).  Derzeit wird seine Anwendung zur Uran-Anreicherung im industriellen Maßstab untersucht. Dabei werden Moleküle (UF6 im Fall von Uran) isotopenselektiv im Infraroten (IR) angeregt (MLIS). Bei SILEX befinden sich die Moleküle in einem gasdynamisch gekühlten Molekülstrahl mit einem Trägergas G. Wird z. B. selektiv 235UF6 angeregt, wird dessen „Kondensation“ (Bildung von Clustern UF6·G,) zurückgedrängt, während das nicht angeregte 238UF6 solche Cluster (Aggregate) bilden kann. Die schwereren Cluster bleiben vorzugsweise auf der Achse des Molekülstrahls und fliegen durch die Öffnung einer Abschäldüse, während das leichtere freie 235UF6 quer zur Achse diffundiert und abgeschält werden kann. Im Gegensatz zu anderen MLIS-Verfahren findet bei SILEX also keine Dissoziation statt.

## Geschichte
Die Entwicklung von MLIS-Verfahren zur Urananreicherung wurde bereits in den 1970er Jahren begonnen. Dabei sollten die im gasförmigen Uranhexafluorid enthaltenen Moleküle 235UF6 selektiv durch einen ersten Laser im Infraroten (um 16 µm) angeregt werden, bevor durch einen zweiten Laser (ebenfalls nahe 16 µm: Infrarot-Vielfotonen-Dissoziation) oder Ultravioletten ein Fluor-Atom abgespalten wird. Das entstehende feste 235UF5 kann aus dem Gas abgeschieden werden. Eine andere, später entwickelte Variante ist SILEX, bei der das UF6-Molekül intakt bleibt.
Nach anfänglicher Euphorie über die Vorteile der LIS-Verfahren gegenüber herkömmlichen, etablierten Anreicherungen zeigten sich aber technische Probleme  oder zumindest ein noch schwer zu überblickender weiterer Entwicklungsbedarf, während die Zentrifugen Anfang der 1990er Jahre ausgereift erschienen. Die Entscheidung, die Laserverfahren aufzugeben zugunsten von Zentrifugen, begründete Urenco 1992. Die meisten Länder zogen sich im Laufe der 1990er Jahre aus der weiteren Forschung wieder zurück.
In Australien wurde die Entwicklung der MLIS-Variante SILEX  jedoch vorangetrieben. Die Physiker Horst Struve und Michael Goldsworthy gründeten 1988 die Firma Silex Systems Limited (SSL).
Im November 1996 ging die Lizenz von SSL für die Technologie ausschließlich auf die United States Enrichment Company (USEC) über, so dass Australien hinsichtlich der Bestimmungen des Atomwaffensperrvertrages nicht mehr betroffen war. Erste Testläufe wurden in den Jahren 2005 und 2007 durchgeführt. Schon 2003 zog sich USEC aber aus dem SILEX-Verfahren wieder zurück.
2008 wurden Global Laser Enrichment (GLE) gegründet als Tochter von SSL und GEH,  einem Konsortium der Konzerne General Electric und Hitachi, an der sich im selben Jahr auch noch Cameco, der weltgrößte Uranhersteller, beteiligte.  2010 erteilte die Aufsichtsbehörde für Kernenergie in den USA (NRC) der Firma GLE die Genehmigung zum Bau der ersten Anlage, die mittels Laser-Isotopen-Trennung Uran anreichern soll, in der Nähe von Wilmington in North Carolina. Das Ziel ist eine Anreicherung von Uran auf bis zu 8 % 235U.
2016 zogen sich General Electric und Hitachi (GEH) aus GLE zurück und schrieben ihre Investitionen ab. Deren Anteile übernahmen 2019 SSL (51 %) und Cameco. Entscheidende Tests wurden 2020 in der Pilotanlage in Wilmington demonstriert. GLE will sich jetzt (ab 2022) auf den Bau einer Anlage zur Wiederanreicherung (von 0,3 auf 0,7 % 235U) in Paducah (Kentucky) konzentrieren. Auf dem Gelände in Paducah arbeitete bis 2013 die letzte Diffusionsanlage zur Urananreicherung. Sie hinterließ mehrere Hunderttausend Tonnen an abgereicherten UF6.

## Verfahrensbeschreibung
Das Verfahren sei am Beispiel von Uranhexafluorid beschrieben.

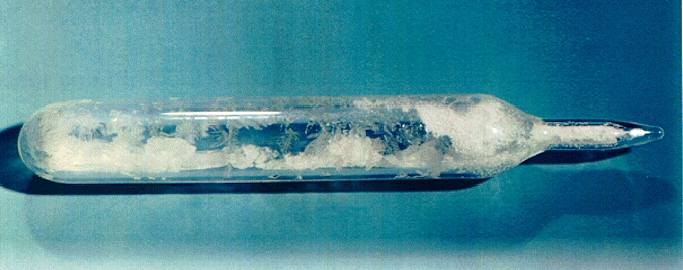
Uranhexafluoridkristalle in einer Glasampulle

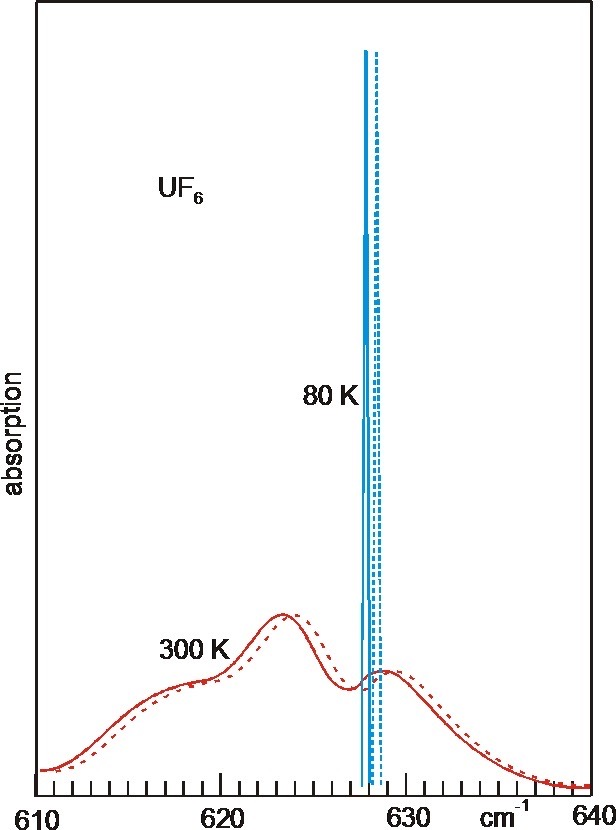
Infrarot-Absorption der beiden UF_{6}-Isotope bei 300 K und 80 K

Festes UF6 hat einen ziemlich hohen Dampfdruck, z. B. 1 bar bei 56,5 °C. Bei Zimmertemperatur ist aber die spektrale Breite der Grundschwingung (um 623 cm−1, etwa 16 µm) zu groß im Vergleich zur Isotopieverschiebung (0,6 cm−1). Die Verbreiterung (ca. 20 cm−1) kommt von der thermischen Besetzung angeregter Rotations- und Schwingungsniveaus. Zur spektralen Einengung kühlt man das UF6-Gas, etwa 100-fach verdünnt mit einem Trägergas G (z. B. Argon oder Stickstoff), durch adiabatische Expansion durch eine Düse ins Vakuum ab (auf etwa 80 K im Fall von UF6). Anfangs finden noch Stöße statt, die ja auch nötig sind für die Abkühlung. In einer Entfernung von etwa 10 Düsendurchmessern sind sie wegen der Expansion aber so selten, dass eine Kondensation nicht mehr stattfindet. Die Stoßfreiheit ist auch entscheidend dafür, dass ein Austausch der Anregungsenergie zwischen den Isotopen vermieden wird. Die Molekülstrahlmethode zur Abkühlung wird bei allen MLIS-Verfahren angewendet, wo spektrale Einengung notwendig ist.
Bei SILEX wählt man Düsendurchmesser und Druck groß genug, dass kurz nach der Düse noch genügend Stöße stattfinden zur Bildung von UF6·G-Clustern. (Bildung von UF6·UF6-Clustern ist vernachlässigbar wegen der viel kleineren Dichte von UF6 im Vergleich zu der von G.) Regt man selektiv 235UF6 mit einem Foton bei 628,3 cm−1 an, dann aggregiert dieses Molekül nicht mit G, während das nicht anregte 238UF6 aggregiert. Wegen der höheren thermischen Geschwindigkeit der freien Moleküle verlassen sie die Achse des Molekülstrahls schneller als die schwereren Aggregate. Eine stromabwärts angebrachte Abschäldüse lässt deshalb vor allem letztere durch, während in den abgeschälten äußeren Bereichen das Produkt 235UF6 angereichert ist. Der Anreicherungsfaktor ist umso besser, je weniger abgeschält wird, also je weniger die Abreicherung in der Mitte ist. Es handelt sich also um eine Trenndüse, kombiniert mit Laseranregung.

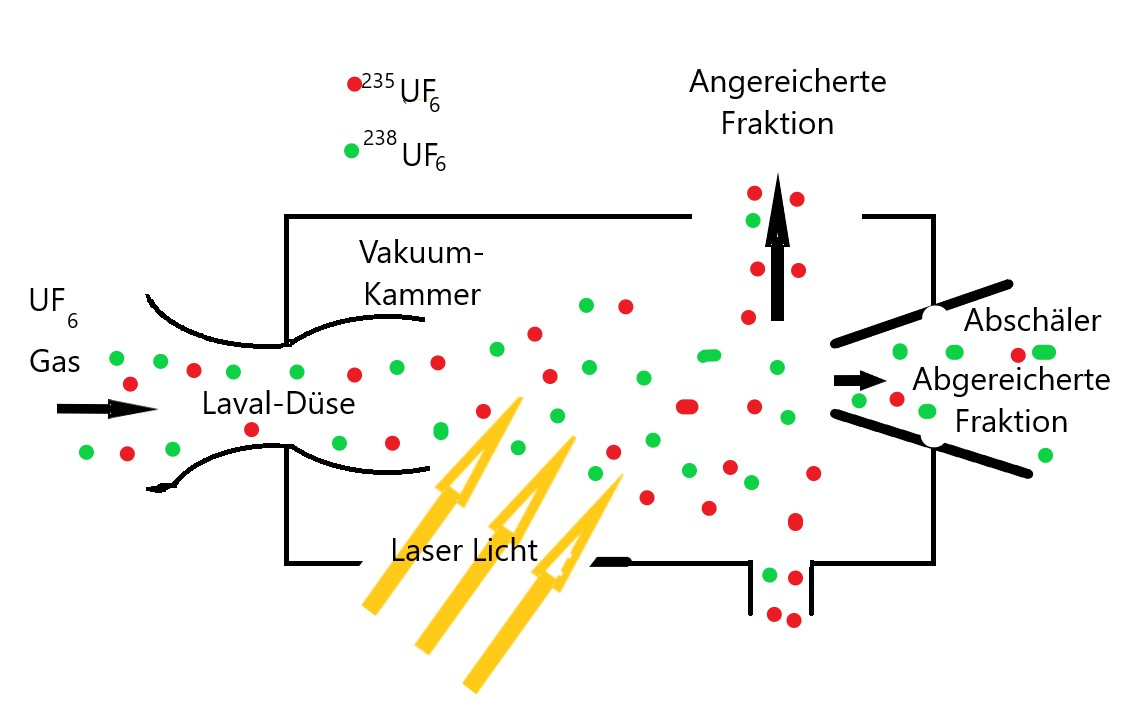
Schema einer Stufe einer Isotopen-Trennanlage zur Urananreicherung mit Laser. Ein Infrarot-Laser mit ca. 16 µm Wellenlänge strahlt mit hoher Wieder-holfrequenz auf ein UF_{6}-Trägergas-Gemisch, welches mit Überschall aus einer Lavaldüse strömt. Die resonant angeregte Komponente entfernt sich schneller von der Achse des Molekül-strahls als die nicht angeregte und wird an einem Abschäler abgetrennt.

Dass es sich bei SILEX um verhinderte Aggregation (Clusterbildung, „Kondensation“) mit dem Trägergas handelt, wurde von Fachleuten aus den nur spärlichen Angaben (zusammengefasst in ) der Firma GLE erschlossen.
Zum Laser wird angegeben (zusammengefasst in ), dass ein gepulster CO2-Laser verwendet wird, der durch stimulierten Rotations-Raman-Effekt in (gekühltem) para-Wasserstoff nach etwa 16 µm verschoben wird. Der CO2-Laser braucht dafür mindestens 20 MW. Mit der Ramanverschiebung von 354,3 cm−1 und der CO2-Laser-Wellenzahl von 982,1 cm−1 (Linie 10R30) erhält man 627,8 cm−1. Das liegt nur in der Nähe des Q-Zweigs von 235UF6 (Zentrum 628,3 cm−1, Breite 0,01 cm−1 ) und sogar noch etwas  näher am Q-Zweig von 238UF6. Wie die erforderliche Feinabstimmung gemacht wird, gibt die Firma GLE nicht an. Fuß vermutet, dass ein abstimmbarer Hochdruck-CO2-Laser mit verwendet wird (wie im vorläufigen Aufbau. Lyman vermutet jedoch auch nicht offengelegte „nichtlineare optische Tricks“ zur Feinabstimmung.). Das macht aber noch mehr Probleme mit der Puls-Wiederholfrequenz als mit gewöhnlichen gepulsten CO2-Lasern. Bei letzteren (und der Raman-Verschiebung) liegt der Stand der Technik bei 2–4 kHz. Um nicht große Teile des Molekülstrahls unbestrahlt zu lassen, braucht man für diese Frequenz mindestens 20 kHz (nach  mehrere zig kHz), es sei denn man verwendet gepulste Düsen für den Molekülstrahl. Die Düsen selbst müssen schlitzförmig sein, damit genügend Absorptionslänge zur Verfügung steht.
Die Firma GLE gibt 2–20 für die erreichbaren Anreicherungsfaktoren an, die höheren Werte vermutlich verknüpft mit schlechterer Abreicherung (die nicht angegeben wird). Das reicht zur Anreicherung in einem Schritt von Natururan (0,72 % 235U) auf Reaktoruran (≥ 3 % 235U). Dass so hohe Trennfaktoren mit der Methode machbar sind, hat die Makarov-Gruppe mit anderen Molekülen (SF6, CF3Br) demonstriert. In den Pionierarbeiten der Gruppe van den Bergh waren die Anreicherungen bei SF6 noch viel niedriger.

## Vergleich mit anderen MLIS-erfahren und mit Zentrifugen zur Uran-Anreicherung
Parallel zur Zentrifugenentwicklung für Urananreicherung untersuchte Urenco seit den 1970er Jahren auch MLIS und AVLIS. Benutzt wurde für MLIS die Vielfotonendissoziation von UF6 mit mehreren Wellenlängen um 16 µm, wobei ebenfalls ein Raman-verschobener CO2-Laser eingesetzt wurde. Um 1990 wurde ein Trennfaktor um 10 erreicht. (Der Wert für Gegenstrom-Zentrifugen liegt bei 1,5–1,75.) 1992 wurde jedoch die Entscheidung zu Gunsten von Zentrifugen getroffen, obwohl die Lasermethode vielleicht sogar weniger Energie verbrauchen würde. Ein zentrales Argument war:
„Es gibt noch sehr viel Entwicklung (bei den Laserverfahren) zu leisten, und es gibt wesentliche Ungewissheiten, die einen großen Einfluss auf die wirtschaftlichen Aussichten haben“
Auch bei SILEX gibt es wohl noch viel Entwicklungsbedarf, während Zentrifugen ausgereift sind.
GLE sagt (siehe )
- im Vergleich zu einer Zentrifugenanlage gleicher Kapazität braucht eine SILEX-Anlage etwa ein Viertel der Fläche,
- die Kapitalkosten und die Aufbauzeit sind erheblich kleiner,
- auch die Betriebskosten (z. B. für die benötigte Energie) sind deutlich kleiner.

In  werden die geplanten SILEX-Anlagen mit existierenden Zentrifugenanlagen verglichen, mit dem Ergebnis:
- der Flächenbedarf ist praktisch gleich, und
- Aufbaukosten und -zeit sind ebenfalls vergleichbar.

Zu den Betriebskosten gibt Fuß zu bedenken, dass bei Uran-Zentrifugen schon ein 30 Jahre langer störungsfreier Betrieb demonstriert ist, während bei den Lasern eine vergleichbare Lebensdauer noch nicht bekannt ist. (Silex Systems Ltd. hat ein Lasermodul der benötigten Größe und Wiederholfrequenz 8 Monate im Dauerbetrieb getestet.) Zum Energieverbrauch ist die Aussage von Urenco bemerkenswert, dass die Zentrifugen weniger Energie verbrauchen als die zugehörigen Büros, Labore, Werkstätten und UF6-Handhabung zusammen. Eine weitere Reduktion des Energieverbrauchs würde also zur Wirtschaftlichkeit nicht viel beitragen. Snyders Modellrechnungen weisen aber darauf hin, dass SILEX tatsächlich etwas weniger Energie verbraucht als Zentrifugen.

## Gefahr der Weiterverbreitung von Atomwaffen
Wenn im Vergleich zu bisherigen Anreicherungsverfahren der Trennfaktor bei SILEX höher ist, muss man weniger Trennstufen hintereinander schalten, um die hohe für Bombenuran benötigte Anreicherung (>90 % 235U) zu erreichen. Wenn jede Stufe für sich auch noch weniger Platz beansprucht, wäre eine solche Anlage leichter zu verstecken. Wenn eine solche Anlage auch noch weniger kostet, weniger Energie verbraucht und schneller aufzubauen ist, wäre sie für einen „Proliferator“ (einen Staat, der heimlich Atombomben bauen will) noch interessanter. Solche Befürchtungen wurden mehrfach geäußert, z. B. von der Deutschen Physikalischen Gesellschaft (DPG) oder  vom Carnegie Endowment for International Peace und anderen (siehe etwa ). Die Modellrechnungen von Snyder bestärken die Warnungen. Dagegen betont Fuß, dass die Unterschiede zwischen SILEX- und Zentrifugenverfahren bezüglich Platzbedarf, Aufbauzeit und Kosten übertrieben dargestellt wurden. Bekanntlich sind aber Zentrifugen sehr wohl proliferationsrelevant (siehe das Beispiel von Abdul Kadir Khan).
Interessanter als wirtschaftliche Aspekte sind für Proliferatoren die Versteckbarkeit (die aber vergleichbar ist), die Zugänglichkeit und die Frage, wie viel Entwicklung noch zu leisten wäre. Für die letzten beiden Fragen ist wohl die Überlegung von Urenco immer noch gültig, dass Zentrifugen ausgereift sind, Laserverfahren aber noch weitere Entwicklung brauchen.